# Snowboard ai IX Giochi asiatici invernali - Big Air maschile
La gara del big air maschile si è svolta il 10 febbraio 2025 al Yabuli Ski Resort di Harbin, in Cina.

## Risultati
| Pos | Atleta                   | Run 1 | Run 2 | Run 3 | Totale |
| --- | ------------------------ | ----- | ----- | ----- | ------ |
| 1   | Yang Wenlong             | 95.50 | 85.00 | 97.75 | 193.25 |
| 2   | Jiang Xinjie             | 83.25 | 77.00 | 10.50 | 160.25 |
| 3   | Kang Dong-hun            | 77.75 | 80.25 | 78.50 | 158.75 |
| 4   | Liu Haoyu                | 69.75 | 86.75 | DNI   | 156.50 |
| 5   | Hanato Minamiya          | 41.50 | 78.00 | 73.00 | 151.00 |
| 6   | Ge Chunyu                | 31.50 | 58.25 | 28.75 | 87.00  |
| 7   | Lubpawath Chayametisurat | 13.50 | 15.75 | 34.75 | 50.50  |
| —   | Lee Dong-heon            |       |       |       | DNS    |